# مايك هاوكر
مايك هاوكر (بالإنجليزية: Mike Hawker)‏ هو كاتب أغاني وشاعر بريطاني، ولد في 29 نوفمبر 1936 في باث في المملكة المتحدة، وتوفي في 4 مايو 2014.

## وصلات خارجية
- مايك هاوكر على موقع IMDb (الإنجليزية)
- مايك هاوكر على موقع ميوزك برينز (الإنجليزية)
- مايك هاوكر على موقع أول ميوزيك (الإنجليزية)
- مايك هاوكر على موقع ديسكوغز (الإنجليزية)